# HD 59686
HD 59686 (HR 2877 / HIP 36616 / SAO 96985) es una estrella situada en la constelación de Géminis. De magnitud aparente +5,45, no tiene denominación de Bayer ni de Flamsteed, siendo conocida habitualmente por su número de catálogo Henry Draper. Se encuentra a 302 años luz del sistema solar. En 2003 se anunció el descubrimiento de un planeta extrasolar orbitando alrededor de esta estrella.
HD 59686 es una gigante naranja de tipo espectral K2III con una temperatura de 4726 K. Su radio es 11,6 veces más grande que el radio solar, comparable al de Pólux (β Geminorum) o Menkent (θ Centauri) —gigantes naranjas mucho más cercanas— y al de 14 Andromedae, estrella semejante que alberga un sistema planetario. HD 59686 brilla con una luminosidad 98 veces mayor que la del Sol y su metalicidad parece ser mayor que la solar. Tiene una edad estimada de 2700 millones de años.

## Sistema planetario
En 2003 se descubrió un planeta extrasolar masivo, denominado HD 59686 b, orbitando en torno a esta estrella. El planeta, con una masa mínima 5,25 veces mayor que la masa de Júpiter, se mueve a lo largo de una órbita circular a 0,91 UA de HD 59686, siendo su período orbital de 303 días.
| Acompañante (En orden desde la estrella) | Masa (MJ) | Período orbital (días) | Semieje mayor (UA) | Excentricidad |
| ---------------------------------------- | --------- | ---------------------- | ------------------ | ------------- |
| HD 59686 b                               | > 5,25    | 303                    | 0,911              | 0             |